# بيلفس دي مونروي
بلدية بيلفس دي مونروي (بالإسبانية: Belvís de Monroy)‏، هي بلدية تقع في مقاطعة قصرش والتي تقع في منطقة إكستريمادورا، غرب إسبانيا.
يبلغ عدد سكانها 606 نسمة وفقاً لإحصائية سنة (2002).